# Barbichthys laevis
Barbichthys laevis är en fiskart som först beskrevs av Achille Valenciennes 1842.  Barbichthys laevis ingår i släktet Barbichthys och familjen karpfiskar. IUCN kategoriserar arten globalt som livskraftig. Inga underarter finns listade.

## Bildgalleri

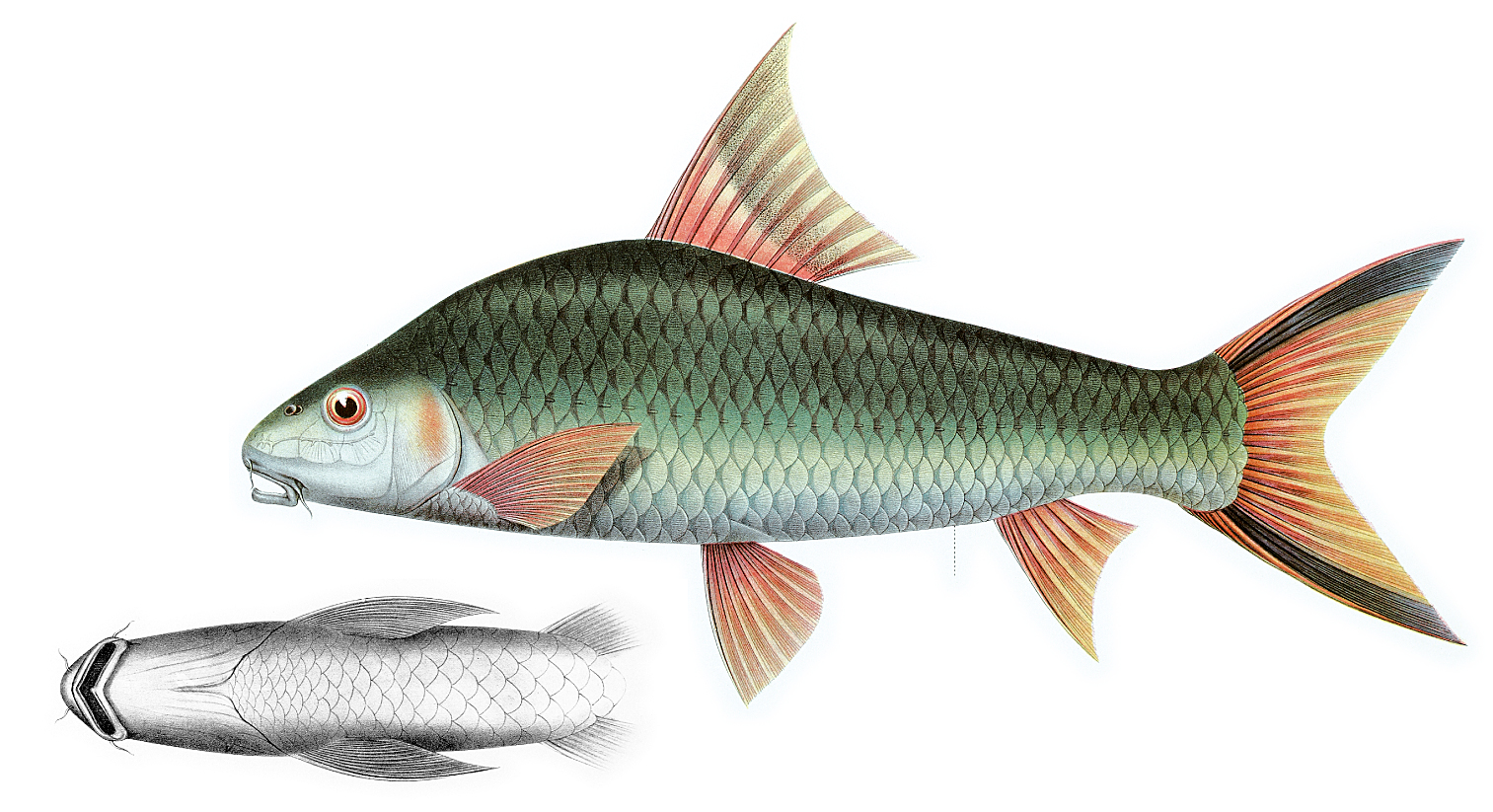